# Erupción estromboliana

Erupción estromboliana: 1 Columna eruptiva, 2 Lapilli, 3 Lluvia de ceniza volcánica, 4 Fuente de lava, 5 Bomba volcánica, 6 Colada de lava, 7 Capas de lava y ceniza, 8 Estrato, 9 Dique, 10 Chimenea, 11 Cámara magmática, 12 Lámina.

Una erupción estromboliana es un vulcanismo caracterizado por erupciones explosivas separadas por periodos de calma de extensión variable.

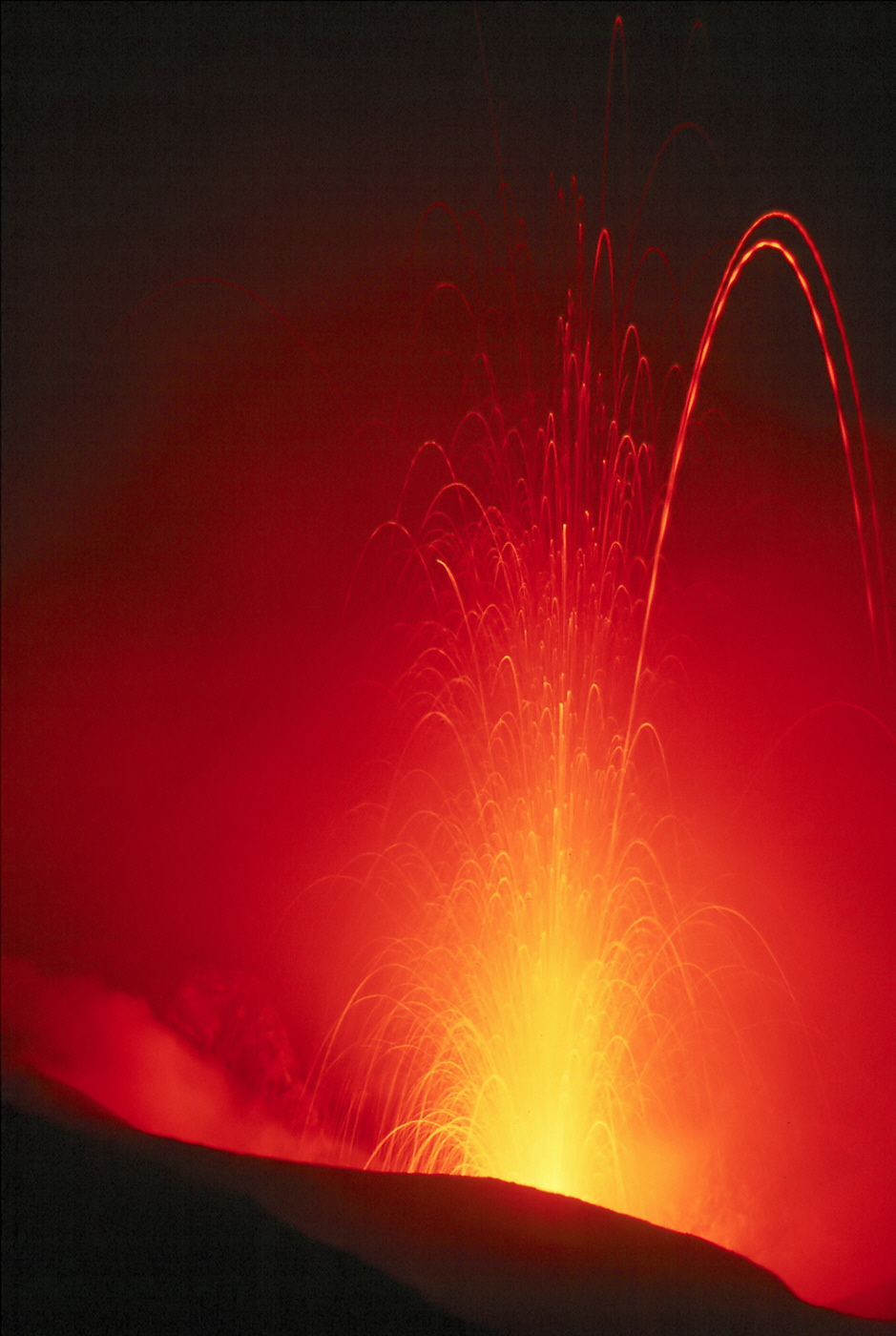
Erupción estromboliana.

El proceso de cada explosión corresponde a la evolución de una burbuja de gases liberados por el propio magma. Los productos piroclásticos producidos por estas erupciones son bombas, lapilli escoriáceo y ceniza, que en general dan origen a depósitos de caída de escasa extensión areal y a aparatos volcánicos de cierta altura. 
La temperatura de la lava suele ser menor de 1000 °C la cual proviene de un estratovolcán.
Su nombre proviene del volcán Estrómboli, situado en las islas Eolias, pequeño archipiélago cercano a la isla de Sicilia (Italia).
Se caracteriza por explosiones de lava y gases a intervalos regulares creando fuentes de lava y cenizas que se elevan por el aire.